# Robert Gascoyne-Cecil, 3:e markis av Salisbury
Robert Arthur Talbot Gascoyne-Cecil, 3:e markis av Salisbury, född 3 februari 1830 i Hatfield, Hertfordshire, död 22 augusti 1903 i Hatfield, var en brittisk statsman; premiärminister 1885–1886, 1886–1892 och 1895–1902, tillika utrikesminister 1885–1886, 1887–1892 och 1895–1900.

## Biografi
Cecil var tredje markis av Salisbury, och son till James Gascoyne-Cecil, 2:e markis av Salisbury. Han föddes på Hatfield House, för att först gå på Eton College och sedan studera i Oxford. 
Den politiska karriären inleddes med hans inval (under namnet Lord Robert Cecil) i underhuset för valkretsen Stamford 1853. Vid den äldre broderns död 1865 ärvde han titeln viscount Cranborne, för att vid faderns död 1868 ärva markisvärdigheten och inträda i överhuset. 
Politiskt var Cecil en stridbar konservativ och högkyrklig, vilket fick honom att 1867 utträda ur det konservativa partiet, till följd av ett i hans tycke alltför radikalt förslag till rösträtt lagt av Benjamin Disraeli. Efter sju år återkom han dock till partiet, för att effektivast kunna motarbeta Gladstone. 
Innan Cecil inträdde som premiärminister var han först minister för Indien och utrikesminister. Vid den historiskt viktiga Berlinkongressen 1878, när de europeiska stormakternas intresseområden i Afrika bestämdes, deltog Cecil tillsammans med Disraeli för brittisk räkning. År 1880 blev Cecil efter Disraelis bortgång de konservativas ledare i överhuset. Tack vare av det liberala partiets splittring under Gladstones tid, ifråga om Irlands ställning, kunde Cecil under långa perioder styra landet med stöd av liberalernas unionistiska fraktion. Från 1869 till sin död var han kansler för Oxfords universitet.

## Familj
Med sin fru (från 1857), Georgina Alderson (1827–1899) fick han 8 barn, däribland:
- James Gascoyne-Cecil, 4:e markis av Salisbury (1861–1947)
- Lord William Cecil (1863–1936)
- Robert Cecil, 1:e viscount Cecil av Chelwood (1864–1958)